# Pauschbetrag
Ein Pausch(al)betrag ist ein Mindestbetrag, der angerechnet wird, ohne Einzelbeträge z. B. durch Belege nachweisen zu müssen. Pauschbeträge dienen der Verwaltungsvereinfachung, da für die Finanzbehörde aufwendige Belegprüfungen vermieden werden können.
Beispiele für Pauschbeträge (Einkommensteuer), Stand April 2023:
1. ein Arbeitnehmer-Pauschbetrag von 1.230 Euro (§ 9a Nr. 1 Buchst. a EStG), abzuziehen von den Einnahmen aus nichtselbständiger Arbeit, soweit nicht Versorgungsbezüge vorliegen;
2. ein Pauschbetrag von 102 Euro (§ 9a Nr. 1 Buchst. b EStG), abzuziehen von den Einnahmen aus nichtselbständiger Arbeit, soweit es sich um Versorgungsbezüge handelt (z. B. Beamtenpension);
3. ein Pauschbetrag von insgesamt 102 Euro (§ 9a Nr. 3 EStG), abzuziehen von den Einnahmen aus wiederkehrenden Bezügen (z. B. gesetzliche Rente), Einnahmen aus Unterhaltsleistungen (z. B. vom geschiedenen Ehegatten) und Einnahmen aus weiteren bestimmten, nachgelagert besteuerten Renten (z. B. aus Altersvorsorgeverträgen);
4. ein Sparer-Pauschbetrag von 1.000 Euro, der von den Einnahmen aus Kapitalvermögen abgezogen wird; bei zusammenveranlagten Ehegatten erhöht sich der Pauschbetrag auf insgesamt 2.000 Euro (§ 20 Abs. 9 EStG);
5. Behindertenpauschbetrag mit 384 bis 2.840 Euro je nach Grad der Behinderung (§ 33b Abs. 3 S. 2 EStG); für Menschen, die hilflos sind, für Blinde und Taubblinde erhöht sich dieser Betrag auf 7.400 Euro (§ 33b Abs. 3 S. 3 EStG);
6. Hinterbliebenen-Pauschbetrag mit 370 Euro (§ 33b Abs. 4 EStG);
7. Pflege-Pauschbetrag für Pflegende mit 600 bis 1.800 Euro je nach Pflegegrad des Pflegebedürftigen (§ 33b Abs. 6 EStG), wenn der oder die Pflegende für ihre Pflegeleistung keine Vergütung erhält;
8. ein Sonderausgaben-Pauschbetrag von 36 Euro (bei Ehegatten 72 Euro) anstelle bestimmter Sonderausgaben wie Kirchensteuer, Kinderbetreuungskosten oder Spenden, sofern keine höheren Ausgaben nachgewiesen werden (§ 10c EStG).

Pauschbeträge dienen, wie Freigrenzen und Freibeträge auch, der Vereinfachung des Besteuerungsverfahrens. Pauschbeträge sind der Tatsache geschuldet, dass jede Tätigkeit zur Einnahmeerzielung eine Vielzahl von kleineren Aufwendungen verursacht. Weil diese Kosten häufig eine bestimmte Höhe nicht erreichen, können sie typisierend zum Abzug zugelassen werden. Damit wird auf die Vorlage von Einzelnachweisen aufseiten des Bürgers und auf die Prüfung des Einzelfalles aufseiten der Behörde verzichtet. Übersteigen die tatsächlichen Aufwendungen den jeweiligen Pauschbetrag, können sie in der Regel in voller Höhe steuermindernd berücksichtigt werden.